# Distrito de Guebwiller
El distrito de Guebwiller era un distrito (en francés arrondissement) de Francia, que se localizaba en el département Alto Rin (en francés Haut-Rhin), de la région Alsacia. Contaba con 4 cantones y 47 comunas.

## Supresión del distrito de Guebwiller
El gobierno francés decidió en su decreto ministerial n.º 2014-1720, de 29 de diciembre de 2014, suprimir los distritos de Guebwiller y Ribeauvillé, y sumarlos a los distritos de Thann y Colmar respectivamente, a fecha efectiva de 1 de enero de 2015.
Con la unión del distrito de Guebwiller y el distrito de Thann, se formó el distrito de Thann-Guebwiller.

## División territorial

### Cantones
Los cantones del distrito de Guebwiller eran:
1. Cantón de Ensisheim
2. Cantón de Guebwiller
3. Cantón de Rouffach
4. Cantón de Soultz-Haut-Rhin

### Comunas
| 1. Bergholtz (68029)    | 2. Bergholtzzell (68030)    | 3. Berrwiller (68032)        | 4. Biltzheim (68037)                |
| 5. Blodelsheim (68041)  | 6. Bollwiller (68043)       | 7. Buhl (68058)              | 8. Ensisheim (68082)                |
| 9. Feldkirch (68088)    | 10. Fessenheim (68091)      | 11. Gueberschwihr (68111)    | 12. Guebwiller (68112)              |
| 13. Gundolsheim (68116) | 14. Hartmannswiller (68122) | 15. Hattstatt (68123)        | 16. Hirtzfelden (68140)             |
| 17. Issenheim (68156)   | 18. Jungholtz (68159)       | 19. Lautenbach (68177)       | 20. Lautenbachzell (68178)          |
| 21. Linthal (68188)     | 22. Merxheim (68203)        | 23. Meyenheim (68205)        | 24. Munchhouse (68225)              |
| 25. Munwiller (68228)   | 26. Murbach (68229)         | 27. Niederentzen (68234)     | 28. Niederhergheim (68235)          |
| 29. Oberentzen (68241)  | 30. Oberhergheim (68242)    | 31. Orschwihr (68250)        | 32. Osenbach (68251)                |
| 33. Pfaffenheim (68255) | 34. Pulversheim (68258)     | 35. Raedersheim (68260)      | 36. Rimbach-près-Guebwiller (68274) |
| 37. Rimbachzell (68276) | 38. Roggenhouse (68281)     | 39. Rouffach (68287)         | 40. Rumersheim-le-Haut (68291)      |
| 41. Rustenhart (68290)  | 42. Réguisheim (68266)      | 43. Soultz-Haut-Rhin (68315) | 44. Soultzmatt (68318)              |
| 45. Ungersheim (68343)  | 46. Westhalten (68364)      | 47. Wuenheim (68381)         |                                     |